# Themistoclesia fosbergii
Themistoclesia fosbergii är en ljungväxtart som beskrevs av A. C. Smith. Themistoclesia fosbergii ingår i släktet Themistoclesia och familjen ljungväxter. Inga underarter finns listade i Catalogue of Life.